# 分離式月台
分離式月台（Split platform），是特殊的地鐵車站構造，特徵是軌道隧道與車站大堂結構分離，各月台和車站大堂由聯絡通道連接。採用此方式在於鑽挖式隧道（潛盾隧道）工法局限於如僅15米寬的道路下方，以避免傷害道路兩側連續密集分布的建築物地基設施。

## 建造原因

### 避開構築物地基
中國大陆很多地鐵路線都是沿著公路建造，而在部分主干道路上会有立交橋跨越。立交橋的立柱會阻礙路面的大規模開挖，因此無法建造車站大堂與月台合成一體的車站。解決方法是各軌道隧道和車站大堂分別在立交橋立柱兩旁興建，再在立柱之間挖通道接駁各軌道隧道和車站大堂。應用例子有北京地鐵10號線團結湖站至國貿站段，原因是要避過東三環路立交橋的橋樁；北京地鐵4號線人民大學站則為了避開北三環西路四通橋的橋樁而採用分離式月台。
此外，如果軌道隧道是分別建在兩條平行的馬路下，聯絡通道就要建在橫街下。應用例子有港鐵北角站，它是港島綫及將軍澳綫的跨月台轉車站，兩綫的月台分別在英皇道和丹拿道地底，由數條通道聯繫。

### 避免開挖路面
地鐵通常為了避開建築物的樁基礎而在馬路下面興建。然而，在交通極度繁忙的馬路不適宜用明挖回填方式來興建地鐵。雖然軌道隧道可以深層挖掘，但地鐵車站需要大量空間來施工。解決方法是在馬路旁邊開闢空地（通常是拆卸舊樓得來），在空地挖出大洞，再挖掘通道連接到馬路下的軌道隧道，大洞會修築成地底車站大堂。應用例子有廣州地鐵5號線小北站、西村站；港鐵港島綫大部分路段是深層鑽挖興建，所以多個地底車站都是分離式月台。

## 結構
分離式月台的出現，一般源於地理所限，影響隧道設計而衍生出來。
可以「明挖」方式施工的車站，車站大堂通常都處於島式月台上層，只需以電梯和樓梯連接兩個樓層。不過，在已經發展的區域興建地下車站，施工也需要考慮周邊環境，不得不避開大廈地基以及其他地下喉管電纜，鑽挖行車隧道和建站只能以「暗挖」方式進行，一如港鐵港島綫不少車站，一般只能在兩條行車隧道旁邊建立狹窄的側式月台，因此月台需要有聯絡通道、電梯以及樓梯連接到車站大堂，由於月台和大堂並非相連，故有「分離式」之稱。
個別車站的月台樓層或會以三洞溝成，上下行月台位於同一層，兩個月台夾著一個暗挖而成的通道（例子：港鐵炮台山站和廣州地鐵的越秀公園站），個別鐵路迷或會因上下行月台屬同一樓層而將之歸類為島式月台，但這種歸類實不盡相同，一般而言島式月台比較寬趟，但以上提到的例子，兩個月台屬於比較狹窄的側式月台，而且始終需要聯絡通道連接車站大堂。

### 種類
- 設有兩個月台，兩側月台均位於同一樓層，月台以通道連接前往大堂的電梯
  - 港鐵港島綫炮台山站[圖 3]
  - 港鐵港島綫、將軍澳綫鰂魚涌站[圖 4][1][註 3]
  - 港鐵東鐵綫金鐘站月台（两月台中央同时设置转車大堂连接南港岛綫月台）
  - 廣州地鐵2號線越秀公园站、江南西站；3號線广州东站；5號線區莊站、小北站、广州火车站、西村站、西场站[參 3]；6號線一德路站、海珠广场站、团一大广场站、东山口站、区庄站、黄花岗站、沙河站；8號線文化公园站、同福西站、凤凰新村站；11號線華師站、梓元崗站
  - 北京地鐵10號線知春路站、團結湖站[圖 5]、呼家樓站[圖 6]、金台夕照站、國貿站、車道溝站、公主墳站、1号线53号站、八角游乐园站（改造后，两个分离岛式站台均位于同一层）、4號線／12號線人民大學站、6號線車公莊站、3號線東四十條站、石佛營站、12號線安貞橋站和和平西橋站
  - 西安地鐵2號線钟楼站
  - 成都地铁2号线成渝立交站
  - 郑州地铁5号线姚砦站和京广南路站
  - 首尔地铁3号线忠武路站、5号线新金湖站
- 設有四個月台，分兩層而建，每對月台均位於同一樓層，同層月台之間除了連接出口的通道外，也設有同月台平行轉乘用途的通道
  - 港鐵港島線／將軍澳綫北角站[圖 2][2]
  - 北京地铁6号线／8号线南锣鼓巷站
  - 武汉地铁2号线／4号线洪山广场站
- 設有兩個側式月台，本位於同一樓層但由路軌分隔，月台以通道和電梯連接夾層
  - 港鐵港島綫上環站[圖 7]
- 設有兩個月台，但因為行車隧道以及月台分別置於兩個不同樓層，需要以通道、電梯及樓梯連接兩層月台及大堂
  - 港鐵港島綫灣仔站[圖 8]、銅鑼灣站[圖 9]、天后站[圖 10]、西灣河站[圖 11]
  - 北京地铁14号线七里庄站、16号线苏州桥站、17号线潘家园西站
  - 廣州地鐵5號線动物园站
  - 桃園捷運綠線景福宮站、中正力行站（興建中）[參 4]
  - 溫哥華天車加拿大線愛德華王站
  - 新加坡地鐵環線／濱海市區線寶門廊站、濱海市區線／湯申－東海岸線史提芬站

## 註解
1. ↑  港島綫月台與將軍澳綫月台分離
2. ↑  港島綫和將軍澳綫的跨月台轉車站

## 備註
1. ↑  原因詳見港島綫條目。
2. ↑  包括上環站、灣仔站、銅鑼灣站、天后站、炮台山站、鰂魚涌站和西灣河站。
3. ↑  鰂魚涌站的港島綫月台與將軍澳綫月台皆均各位於同一層，但並不是平行上下覆疊，它們要依靠聯絡通道來互相連繫。

### 文獻
1. ↑  许俊峰.  (PDF). 隧道建设. June 2009, 29 (3): 290–293  [November 22, 2011]. （原始内容存档于2016-03-04） （中文（中国大陆））.
2. ↑  吕波. .   [November 22, 2011]. （原始内容存档于2014年1月4日） （中文（中国大陆））.
3. 1 2  张喜正; 漆文年.  (PDF). 都市快轨交通. August 2005, 18 (4): 126–130  [November 22, 2011] （中文（中国大陆））. []
4. ↑  江承家; 張志勇; 廖惠生; 劉彥君; 郭鑑智; 今倉和彥; 歐陽卓豪.  (PDF). 大地技師 (大地工程技師公會). 2020, (21): 62  [2024-05-18]. （原始内容 (PDF)存档于2024-05-18）.

### 圖解
1. ↑  .   [2011-11-26]. （原始内容存档于2019-07-29）.
2. 1 2  北角站結構圖
3. ↑  炮台山站車站結構圖
4. ↑  鰂魚涌站結構圖
5. ↑  .   [2011-11-26]. （原始内容存档于2011-11-30）.
6. ↑  .   [2011-11-26]. （原始内容存档于2011-11-30）.
7. ↑  上環站結構圖
8. ↑  灣仔站結構圖
9. ↑  銅鑼灣站結構圖
10. ↑  天后站結構圖
11. ↑  西灣河站結構圖